# Vladimir Lisin
Vladimir Sergejevitsj Lisin (Russisch: Владимир Сергеевич Лисин) (Ivanovo, 7 mei 1956) is een Russisch zakenman en voormalig sportbestuurder. 

## Levensloop
Lisin begon in 1975 als elektricien in een Siberische koolmijn en heeft als staalarbeider gewerkt. Hij ging in 1992 aan de slag voor de Trans-World Group. Anno 2022 voorzitter en meerderheidsaandeelhouder van Novolipetsk, een van de grootste staalbedrijven in Rusland. Tevens is hij eigenaar van een spoorwegbedrijf, havenbedrijf UCL Port en transportbedrijf VBTH.
Daarnaast was hij van 2009 tot 2021 voorzitter van de European Shooting Confederation (ESC) en van 2018 tot 2022 van de International Shooting Sport Federation (ISSF). Eeder was hij van 2018 tot 2022 vice-voorzitter van deze organisatie.
- Nationale Bibliotheek van Israël: 987007520724805171
- Virtual International Authority File: 315535498